# Théorie de la classe de loisir
Théorie de la classe de loisir est un essai du sociologue et économiste américain Thorstein Veblen paru en 1899 sous le titre anglais The Theory of the Leisure Class: An Economic Study of Institutions. 
Il y expose notamment le concept de consommation ostentatoire (conspicuous consumption en anglais), de loisir ostentatoire, de consommation ou loisir par procuration, et de l'esprit artisan.
C'est également dans ce livre qu'est présenté le paradoxe connu sous le nom d'effet Veblen.

## Annexe